# Hans van Koetsveld
Hans van Koetsveld (Rotterdam, 23 november 1918 – 's-Gravenhage, Waalsdorpervlakte, 29 februari 1944) was een Nederlandse verzetsman tijdens de Tweede Wereldoorlog.

## Biografie
Van Koetsveld werd geboren in Rotterdam, als zoon van Johan Emilius van Koetsveld en Elizabeth Maria Burgmans. Zijn ouders scheidden in 1922. Hij doorliep de HBS aan de 's-Gravendijkwal in Rotterdam. Hij woonde iets verderop met zijn vader en diens tweede echtgenote Wilhelmina Brouwer. Hij had ook twee stiefbroers en een stiefzusje. Na de HBS ging hij in Rotterdam aan de Nederlandse Economische Hogeschool studeren. Hij wilde accountant worden en het kantoor van zijn vader overnemen.

### Tweede Wereldoorlog
Zijn studie werd verstoord door de mobilisatie in 1940. Hij ging het verzet in en sloot zich aan bij de Oranje Vrijbuiters. Samen met Tom Spoelstra richtte hij een knokploeg op, die distributiekantoren overviel, onderduikadressen verzorgde en aan sabotage en spionage deed.
Op 25 augustus 1943 werd Van Koetsveld in de Utrechtse wijk Tuindorp gearresteerd terwijl hij geld ging brengen naar de moeder van Tom Spoelstra, die reeds opgepakt was, in de hoop dat zijn moeder daarmee Spoelstra kon vrijkopen. De volgende dag werd hij overgebracht naar het Oranjehotel in Scheveningen. Daar kreeg hij cel 487, die hij vanaf 11 november 1943 moest delen met Jacques Martens, ook een Vrijbuiter. In januari 1944 kreeg hij roodvonk, waardoor hij enkele dagen in quarantaine werd gelegd in een ziekenauto op de binnenplaats van de gevangenis. Later zat hij in cel 520. Hij heeft twee keer een brief mogen schrijven. Ook mocht zijn moeder hem af en toe bezoeken en schrijven. Op 28 februari werd hij met 19 andere Vrijbuiters ter dood veroordeeld. Op 29 februari werden de 20 vrijbuiters naar de Waalsdorpervlakte gebracht. Bertus Heij en Jan van der Voort kregen gratie en werden naar Dachau gestuurd, de overige 18 werden gefusilleerd en kwamen terecht in een massagraf.
Op 1 maart 1946 werden de Vrijbuiters herbegraven op de begraafplaats Tolsteeg in Utrecht. De achttien verzetsstrijders werden begraven in negen graven. Van Koetsveld deelt een graf met Klaas Postma. Er werd een monument geplaatst op initiatief van de vader van Van Koetsveld, de vader van Pieter Verhage en architect Niek van Donkelaar. Het werd op 10 mei 1947 onthuld door Quintus, de jongere broer van Van Koetsveld.

## Eerbetoon
- Zijn naam staat vermeld op de Erelijst van Gevallenen 1940-1945.[10]
- Zijn naam staat vermeld op de plaquette van het oorlogsmonument van zijn oude HBS, die tegenwoordig in de aula van de Wolfert van Borselenschool in Rotterdam hangt.[11]
- Zijn naam staat vermeld op het monument in de Erasmus Universiteit.[12][13]